# Chiesa dei Santi Michele e Magno
La chiesa dei Santi Michele e Magno (già conosciuta in epoca medievale come San Michele de Porticu e poi, dal XV secolo, come San Michele in Borgo) è un luogo di culto di Roma, nel rione Borgo, in largo degli Alicorni. È dedicata a san Michele Arcangelo e a san Magno di Anagni, ed è la chiesa nazionale dei Frisoni; è inoltre sede della comunità cattolica nederlandese di Roma e dell'arciconfraternita del Santissimo Sacramento in San Pietro in Vaticano. Rientra nel territorio della parrocchia di Santa Maria in Traspontina.
La chiesa e gli edifici annessi sono zona extraterritoriale della Santa Sede.

## Storia

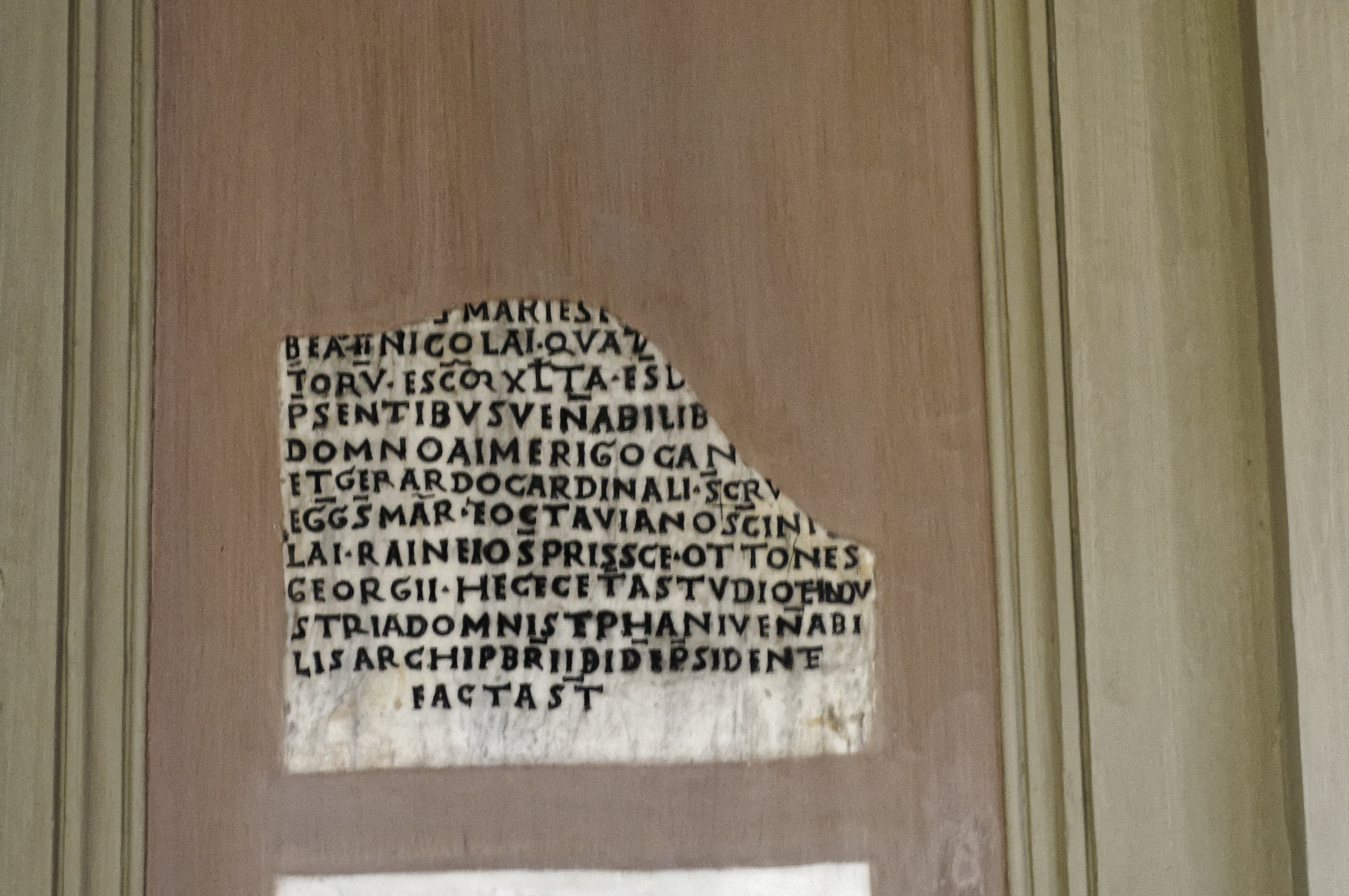
Epigrafe frammentaria che commemora la costruzione e la dedicazione della chiesa del XII secolo

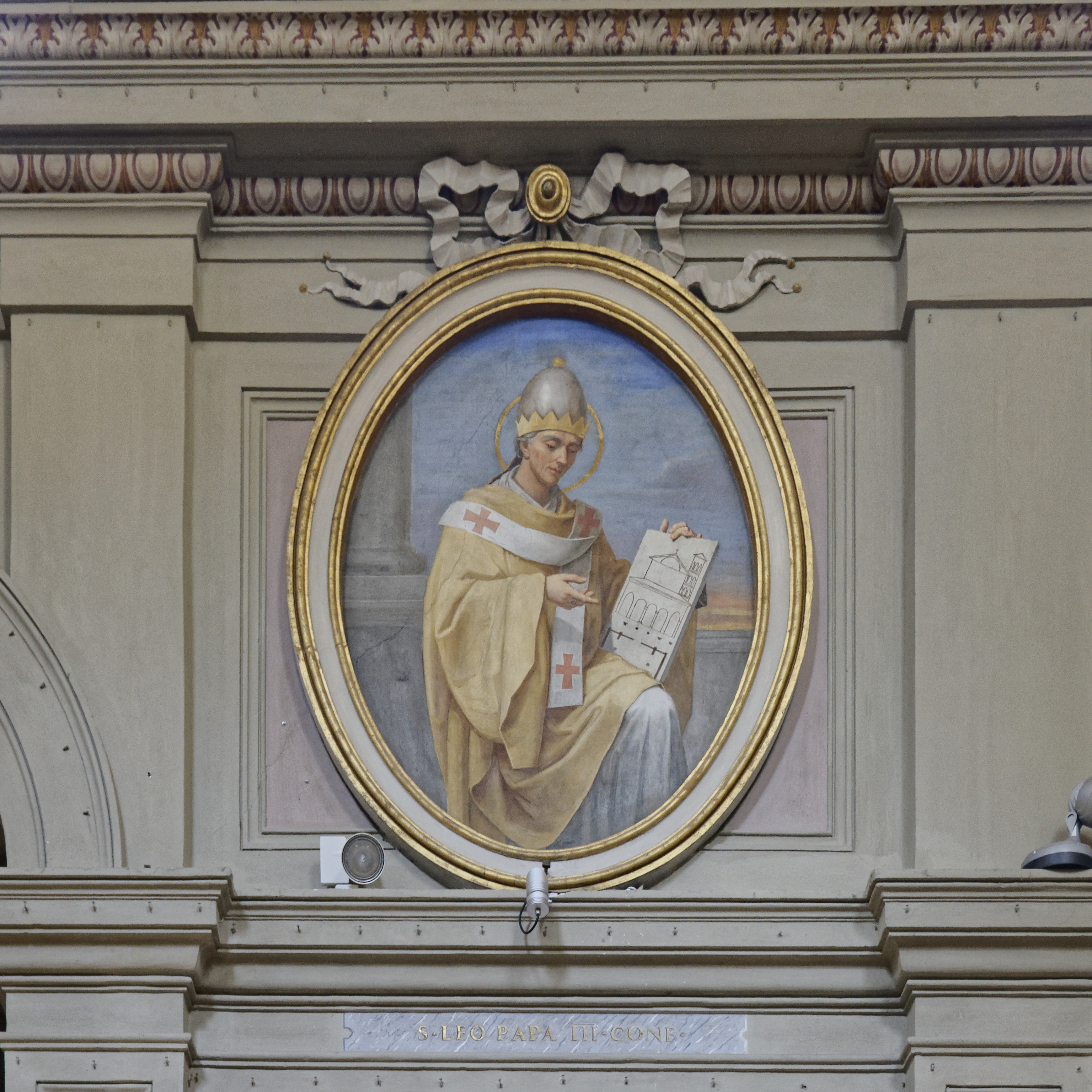
Ovale raffigurante San Leone III: il pontefice è ritratto con in mano il prospetto medievale della chiesa

L'area della Regio XIV Transtiberim nella quale è attualmente situata la chiesa dei Santi Michele e Magno, era anticamente occupata dagli Horti Agrippinæ, ricchi giardini imperiali che prendono il nome da Agrippina maggiore, all'interno dei quali Nerone fece ardere vivi i cristiani accusati del grande incendio di Roma del 64; il rilievo sul quale sorge l'edificio, attualmente denominato Palazzolo, in epoca altomedievale era noto come "Mons Sancti Angeli" (dall'apparizione dell'arcangelo Michele del 590 sulla non lontana Mole Adriana) oppure come "Palatiolum" (dal complesso neroniano che si sviluppava in quella zona).
A partire dall'VIII secolo sorsero nei pressi dell'antica basilica di San Pietro in Vaticano quattro scholæ, insediamenti caratterizzati da una propria organizzazione militare e civile interna costituiti dai membri di varie popolazioni nordiche residenti in Roma, finalizzati alla mutua assistenza verso i concittadini. Quella dei Frisoni venne devastata durante l'incursione saracena dell'846; i caduti dell'esercito frisone vennero seppelliti in un ambiente ipogeo degli edifici neroniani, nei pressi del quale sorse una chiesa dedicata a san Michele e menzionata per la prima volta in una bolla di papa Leone IV dell'854, con la quale entrava a far parte della giurisdizione del monastero di San Martino in Vaticano. Con documento del 21 marzo 1053, papa Leone IX concesse alla chiesa della schola dei Frisoni il privilegio di seppellire i connazionali morti nel territorio della città di Roma, i quali altrimenti avrebbero dovuto essere inumati nella chiesa di San Salvatore in ossibus (eccezion fatta per i Sassoni che potevano essere seppelliti nella loro chiesa di Santa Maria in Saxia).
Il luogo di culto primitivo, profondamente danneggiato durante il sacco di Roma del 1084, venne ricostruito nella prima metà del XII secolo e, una volta completato, dedicato da papa Innocenzo II (durante il cui pontificato, il Liber Pontificalis pone il restauro di diverse chiese della città) il 30 gennaio 1141. Vennero probabilmente riutilizzate le fondazioni di strutture precedenti, alle quali si devono delle minime irregolarità della pianta; la chiesa, il cui aspetto nell'insieme non doveva essere dissimile da quello della chiesa di San Giovanni a Porta Latina, aveva tre navate separate da due file di sette colonne di spoglio ciascuna sormontate da un architrave, e un'unica abside centrale semicircolare; la nave maggiore era illuminata da monofore ad arco che si aprivano nelle pareti laterali; la facciata era esternamente preceduta da un nartece con cinque arcate frontali, delle quali le tre centrali a tutto sesto e le due laterali ogivali.
Nel 1198 papa Innocenzo III sancì la giurisdizione del Capitolo Vaticano sulla chiesa di San Michele, il quale già da tempo amministrava anche il monastero di San Martino in Vaticano, come registrato dal privilegio di Innocenzo II del 1138; lo stesso pontefice nel 1205 ribadì tale soggezione eliminando la limitazione che in precedenza aveva posto, per cui il clero doveva essere scelto non dai canonici ma dal pontefice. A partire dal 1430 circa, l'arciprete venne nuovamente nominato direttamente dal papa. Dopo anni di abbandono durante la cattività avignonese, la chiesa venne restaurata nel 1446 dal cardinale di San Marcello e arcivescovo di Ravenna Bartolomeo Roverella, il quale l'aveva ottenuta in commenda da papa Eugenio IV; essa divenne sede parrocchiale e tale rimase fino al 1512, quando venne ceduta alla Cappella Giulia, tornando nuovamente sotto la giurisdizione del Capitolo Vaticano.
Solamente agli inizi del XVII secolo all'arcangelo Michele venne affiancato come co-dedicatario il vescovo e martire Magno di Anagni probabilmente in seguito al trasferimento delle spoglie mortali dello stesso dall'omonima abbazia situata presso Fondi; tuttavia la doppia titolazione è già citata nell'epigrafe del 1300 circa, presente nella chiesa, per quanto essa parli di due edifici distinti e adiacenti i quali però, di fatto, non sono mai esistiti e dunque devono essere intesi come un unico luogo di culto.
Nel 1622 furono ricavati al di sotto del luogo di culto alcuni locali per la sepoltura dei parrocchiani di San Pietro in Vaticano, ampliati nel 1628. Nel 1631 il sacerdote Giacomo Palazzi fondò il sodalizio dei Cento preti e venti chierici, finalizzato alla preghiera di suffragio per i defunti e all'assistenza dei sacerdoti ammalati e poveri, che si riuniva nella chiesa; inoltre, un edificio adiacente divenne la prima sede del Seminario Vaticano, istituito da papa Urbano VIII con la bolla Quoniam ad agrum del 25 ottobre 1636, che nel 1729 si trasferì all'interno delle mura leonine. Nel 1658 la chiesa venne affidata all'arciconfraternita del Santissimo Sacramento in San Pietro in Vaticano, approvata da papa Leone X nel 1513, che dal 1520 si trovava in San Giacomo a Scossacavalli.
Restauri sommari furono condotti nel 1628 e nel 1725. Tra il 1756 e il 1759 l'edificio fu oggetto di un radicale rifacimento ad opera di Carlo Murena, allievo di Luigi Vanvitelli: le strutture medievali vennero inglobate all'interno di un rivestimento barocco in stucco, le finestre in parte tamponate o rimodellate, le navate laterali dotate di volte in muratura; al termine, la chiesa fu ridedicata il 6 maggio 1788 dal cardinale di San Lorenzo in Damaso Enrico Benedetto Stuart, arciprete della Basilica Vaticana. altre riparazioni furono fatte nel 1860 (in seguito ad un incendio) e nel 1908.
Nel 1989 la chiesa è divenuta sede della comunità cattolica neerlandese di Roma; negli anni successivi, fino al 2012, l'intero complesso è stato sottoposto a restauri dopo che già ne erano stati eseguiti alcuni tra il 1985 e il 1988. Domenica 12 novembre 1995 papa Giovanni Paolo II ha dedicato il nuovo altare maggiore.

## Descrizione

### Esterno

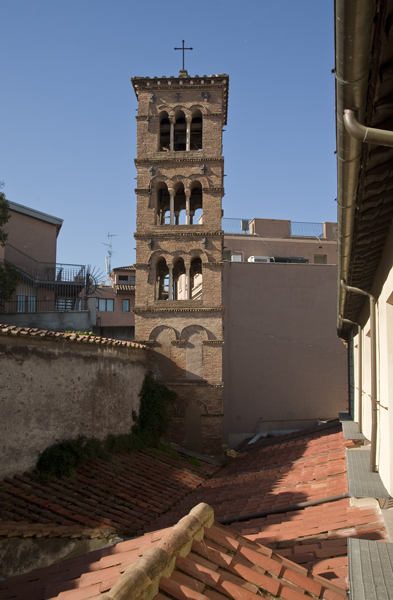
Il campanile

La chiesa dei Santi Michele e Magno sorge sul rilievo denominato Palazzolo, alle estremità occidentale del colle Gianicolo, non lontano dalla chiesa di San Lorenzo in Piscibus.
L'edificio non dà direttamente sulla strada ma, celato dalle costruzioni circostanti, è preceduto da un cortile a pianta trapezoidale, al quale si accede tramite una scalinata il cui ingresso, su largo degli Alicorni, è costituito da un arco in mattoni sormontato da un mosaico raffigurante l'Annunciazione (1987). Una seconda entrata consta nella cosiddetta "Scala Santa" che collega Borgo Santo Spirito con la parte terminale della navata laterale sinistra della chiesa; il suo portale marmoreo è del XVI secolo ed è sormontato da un'edicola settecentesca con un ovale dipinto con l'Ecce Homo, coronata da una croce e due fiaccole. La presenza di una scala santa è legata alla pratica devozionale di visitare le sepolture dei soldati frisoni caduti durante l'incursione saracena dell'846 per difendere il papa, e inumati in alcuni locali ipogei sui quali sarebbe poi sorta la chiesa dei Santi Michele e Magno; anticamente la scala veniva aperta soltanto il 29 settembre, in occasione della festa di san Michele Arcangelo.
L'originaria facciata medioevale, con nella parte superiore un'apertura a lunetta e un cornicione in laterizio, è preceduta da un avancorpo di minori dimensioni, risalente al XIX-XX secolo e caratterizzato da un paramento murario in blocchi di travertino; in quest'ultimo si aprono un arco a tutto sesto che dà accesso all'atrio, e una finestra rettangolare sormontata dallo stemma marmoreo del Capitolo Vaticano; il coronamento è costituito da un timpano triangolare. Non è più presente l'antico portico a cinque arcate. In posizione leggermente arretrata, sulla destra, si eleva la torre campanaria romanica, la quale presenta la medesima cortina in laterizi tipica del XII secolo dell'abside semicircolare; il campanile, alto circa 21 metri, si articola in cinque ordini che, su ogni lato, si aprono con coppie di monofore attualmente murate (i due inferiori) oppure con trifore poggianti su colonnine marmoree con i capitelli a stampella (i tre superiori) che, solo sul lato meridionale, sono statue successivamente modificate in bifore irregolari. La cella ospita due campane:
| Nome             | Nota | Fonditore              | Anno | Diametro |
| ---------------- | ---- | ---------------------- | ---- | -------- |
| Campana maggiore | Re♭3 | Angelo e Felice Casini | 1768 | 60,5 cm  |
| Campana minore   | Si3  | Angelo Casini          | 1757 | 40 cm    |

### Interno

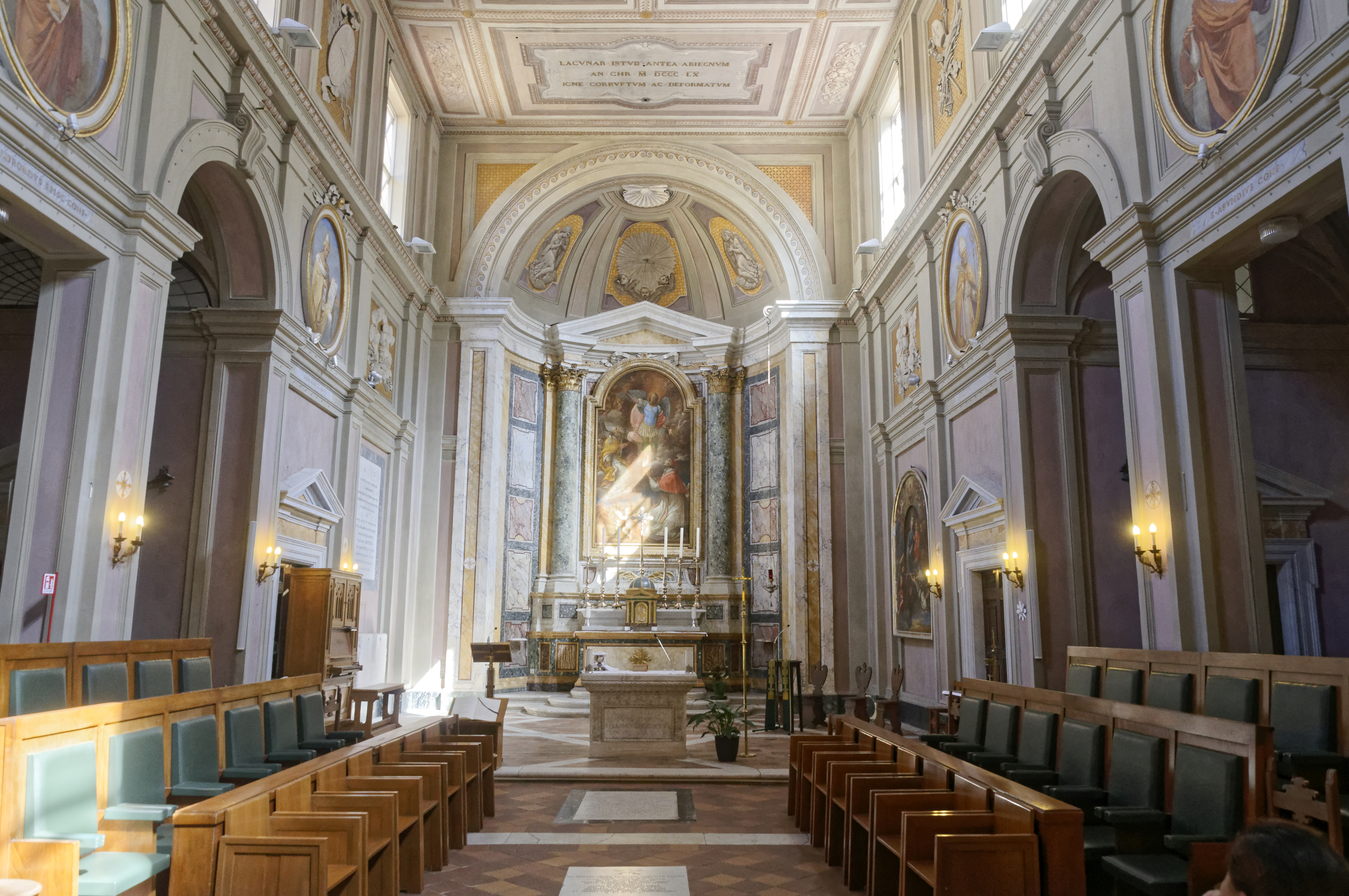
Interno

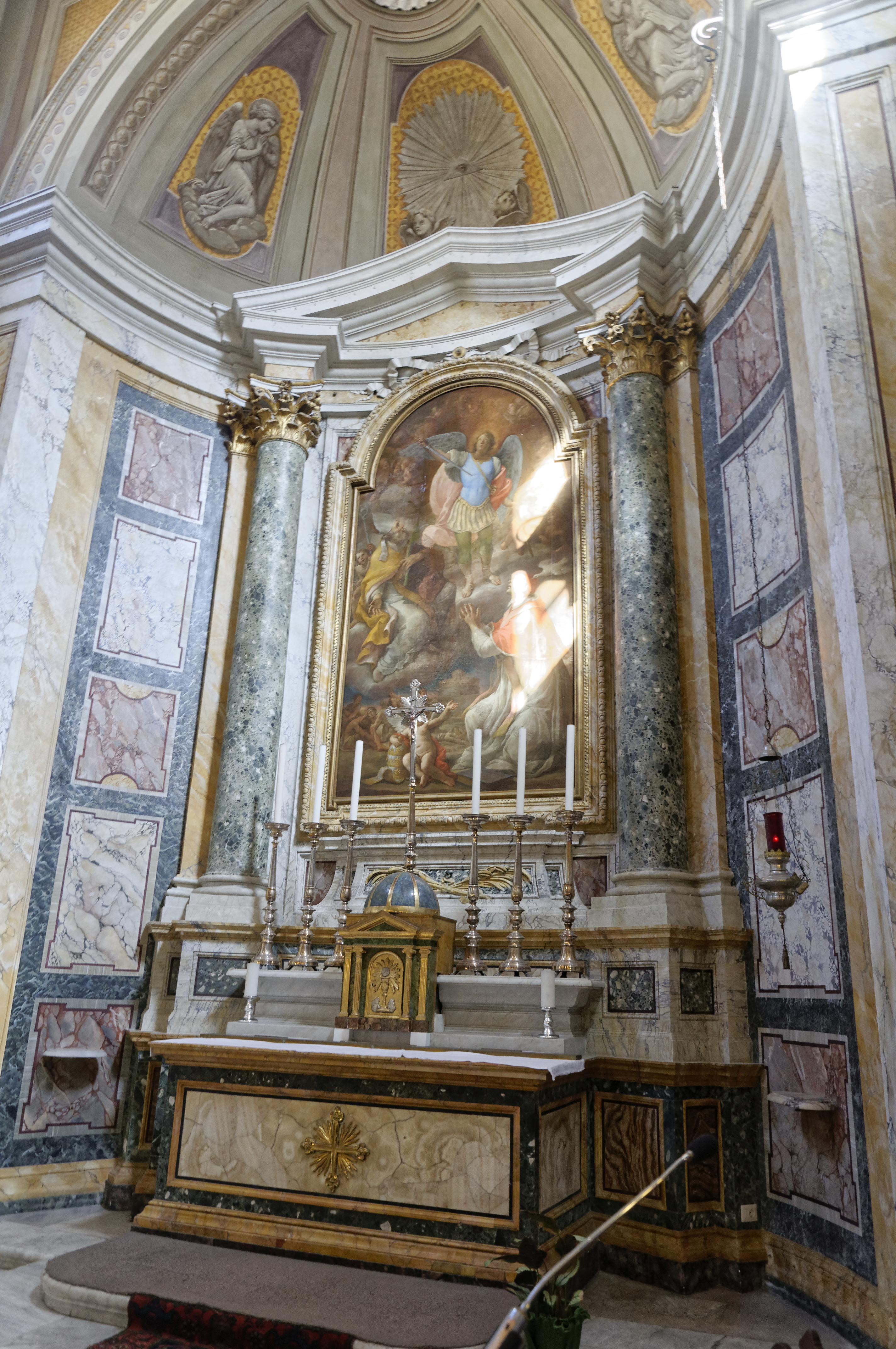
Altare maggiore barocco

Internamente la chiesa presenta inalterata la struttura a tre navate senza transetto del XII secolo, con la rivestitura barocca del 1785-1788 progettata da Carlo Murena; le navate laterali presentano volte a crociera in muratura, mentre la maggiore è coperta da un soffitto piano in legno realizzato dopo l'incendio del 1860 e riproducente, dipinta, la decorazione dell'originario soffitto a cassettoni settecentesco; al centro sono raffigurate le chiavi e la tiara dello stemma del Capitolo Vaticano. Le navatelle sono di cinque campate ciascuna e danno sulla navata centrale con tre archi alternati ad aperture architravate, sorretti da pilastri che inglobano le antiche colonne; quest'ultima è illuminata da quattro finestre rettangolari per lato ed è ornata da otto medaglioni novecenteschi dipinti dagli artisti dello Studio del Mosaico Vaticano, raffiguranti rispettivamente: sulla parete sinistra, a partire dalla controfacciata, il Beato Antonio Fatati, San Teodoro il Mansionario, San Villibrordo e San Leone III; sulla parete di destra, a partire dall'abside, San Bonifacio di Magonza, Sant'Abbondio, San Carlo Borromeo e San Suitberto. Fra le numerose epigrafi presenti nella chiesa, quella al di sotto del primo ovale risale al 1300 circa e ripercorre le tappe salienti della storia della chiesa, mentre ai lati dell'ingresso vi sono quelle che commemorano la dedicazione della chiesa nel 1141 e dell'attuale altare maggiore nel 1995 (a sinistra), nonché la lapide frammentaria del cavaliere Hebi, morto nel 1004, che attualmente costituisce l'unica testimonianza delle antiche sepolture frisoni all'interno dell'edificio (a destra).
Gli altari delle navate laterali furono dedicati il 15 giugno 1766 da Giorgio Maria Lascaris, patriarca titolare di Gerusalemme e segretario della Congregazione della disciplina dei regolari, e privati della mensa nella seconda metà del XX secolo; quello di destra è sormontato da una statua in stucco della Immacolata Concezione di un anonimo artista romano del XVIII secolo, la quale sostituisce un dipinto con analogo soggetto del francese Étienne Parrocel, andato perduto nell'incendio del 1860; sopra quello di sinistra, invece, vi è un dipinto settecentesco raffigurante i Santi Pietro e Paolo, di Ludovico Stern. Nella navatella di sinistra vi è anche il monumento funebre del pittore boemo Anton Raphael Mengs, scolpito nel 1784 da Vincenzo Pacetti; un'apertura nel pavimento, nell'ultima campata, permette di vedere un sottostante muro di epoca carolingia. Nella seconda metà della navata centrale si trovano, affrontati, i due ordini di stalli del coro dell'arciconfraternita, costituiti da quattro dei banchi utilizzati dai padri conciliari nella basilica di San Pietro in Vaticano durante il Concilio Vaticano II.
Il presbiterio è rialzato di un gradino rispetto al resto della chiesa. In posizione avanzata, al centro, si trova l'altare maggiore; esso è costituito da un'ara di epoca romana sulla quale, come riportato dall'iscrizione tarda posta al centro del paliotto, la Vergine Maria avrebbe posto il Bambino Gesù presentandolo al Tempio; proviene dalla chiesa di San Giacomo a Scossacavalli e al suo interno vi sono le reliquie dei santi Magno di Anagni, Servazio di Tongres e Villibrordo. Ai lati del presbiterio vi sono a sinistra la pietra indicata dalla tradizione come quella del sacrificio di Isacco, e a destra un dipinto della Madonna col Bambino fra i santi Pietro e Paolo e angeli. Al centro dell'abside semicircolare si trova l'altare maggiore barocco, sormontato dalla tela San Michele Arcangelo appare sulla Mole Adriana fra i santi Magno e Gregorio I, opera di Niccolò Ricciolini (1756).

### Organi a canne
Nella chiesa si trovano due organi a canne.
Lo strumento principale si trova sulla cantoria in controfacciata, caratterizzata da una piattaforma semicircolare e sorretta da quattro colonne tuscaniche dipinte a finto marmo come il parapetto. L'organo venne costruito per la cappella del Coro della basilica di San Pietro in Vaticano da Johann Conrad Werle tra il 1750 e il 1770, e venne trasferito nella collocazione attuale nel 1850. Dopo decenni di abbandono, è stato restaurato nel 2010-2011 da Pietro Corna (opus 66). Lo strumento è integralmente racchiuso entro una sobria cassa ad arco in legno scuro, con la mostra chiusa da due portelle e costituita da un'unica cuspide di canne di Principale con bocche "a scudo"; la trasmissione è integralmente meccanica e dispone di 12 registri; la consolle è a finestra e si apre nella parete anteriore della cassa, con i comandi dei registri costituiti da due file di pomelli alla destra dell'unica tastiera; la pedaliera è a leggio.
Un secondo strumento si trova a pavimento sul lato sinistro del presbiterio: si tratta di un organo positivo realizzato dalla Orgelbau Schumacher nel 1992. A trasmissione meccanica, ha 7 registri ed è integralmente racchiuso entro una cassa lignea traforata con polifore ogivali.

## Galleria d'immagini

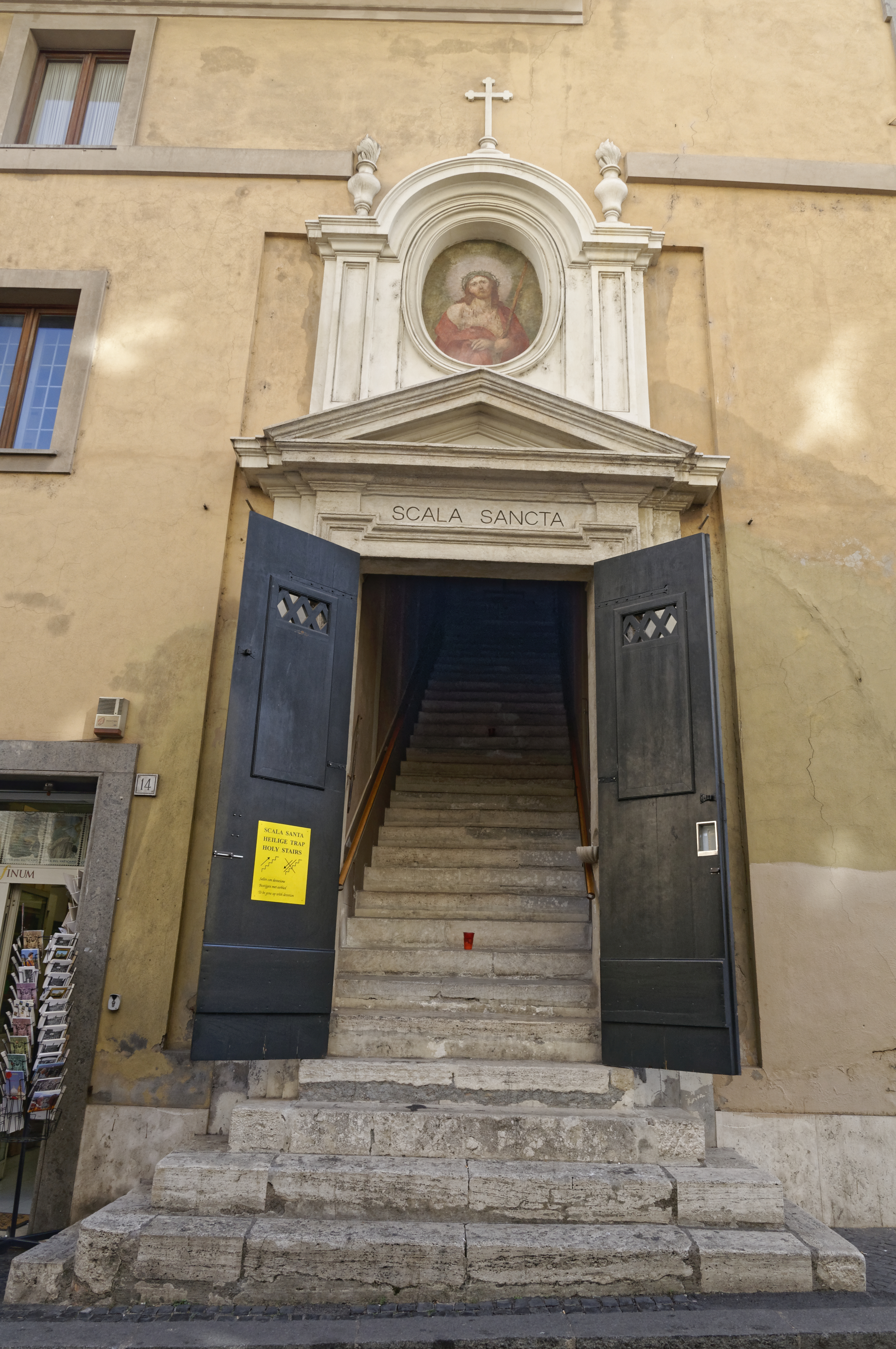
Scala Santa
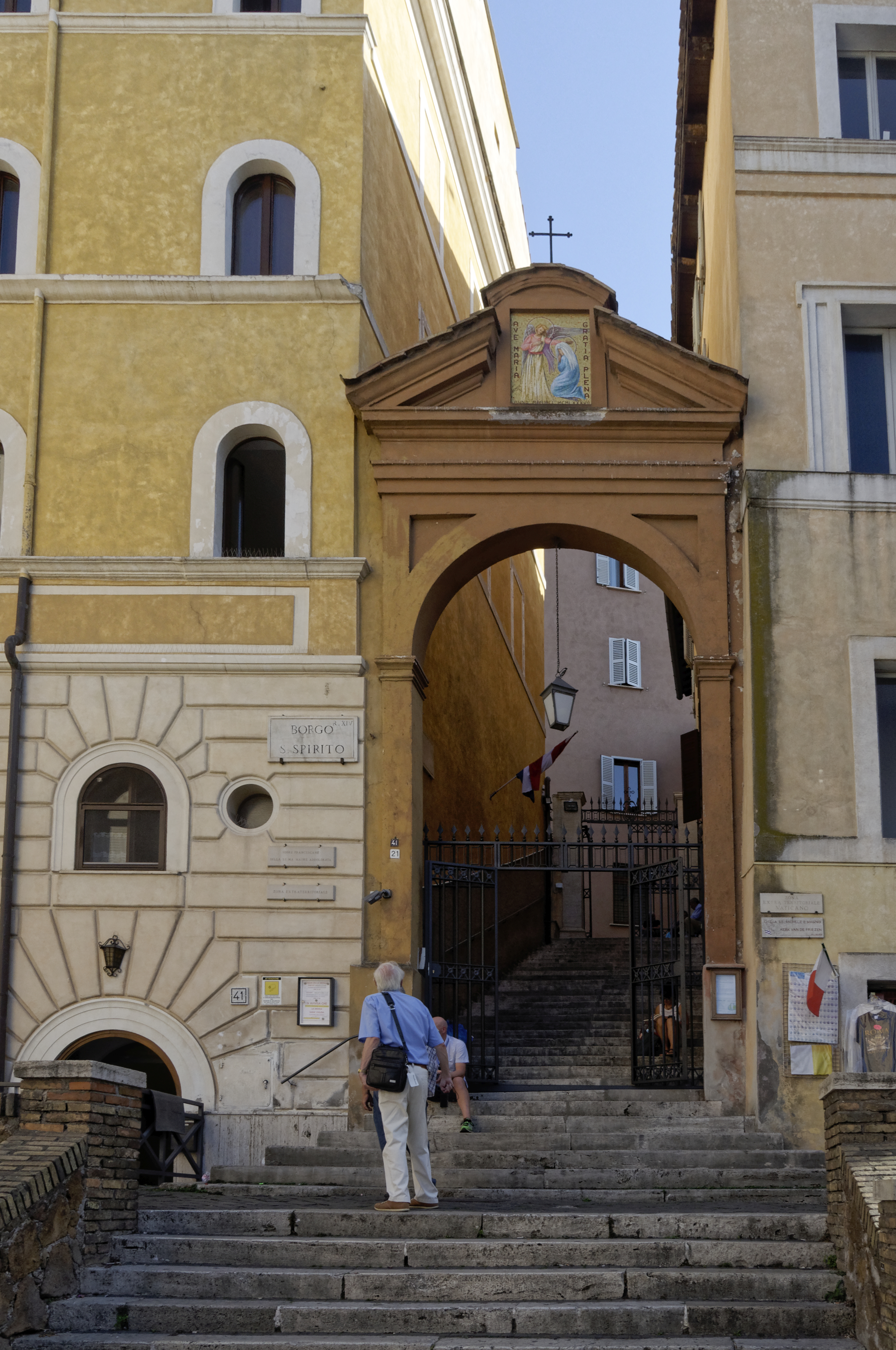
Arco d'ingresso
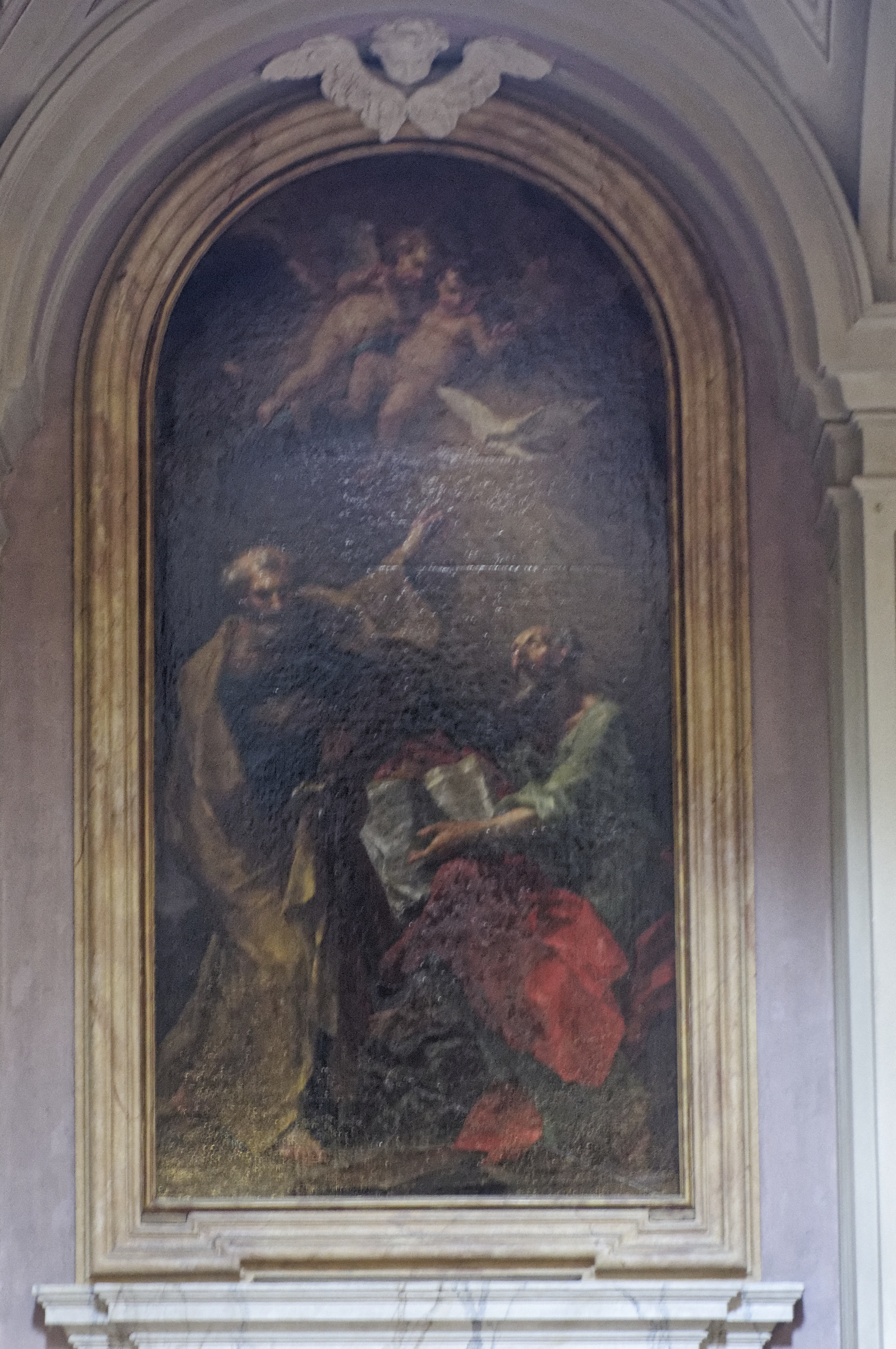
Ludovico Stern, Santi Pietro e Paolo (XVIII secolo)
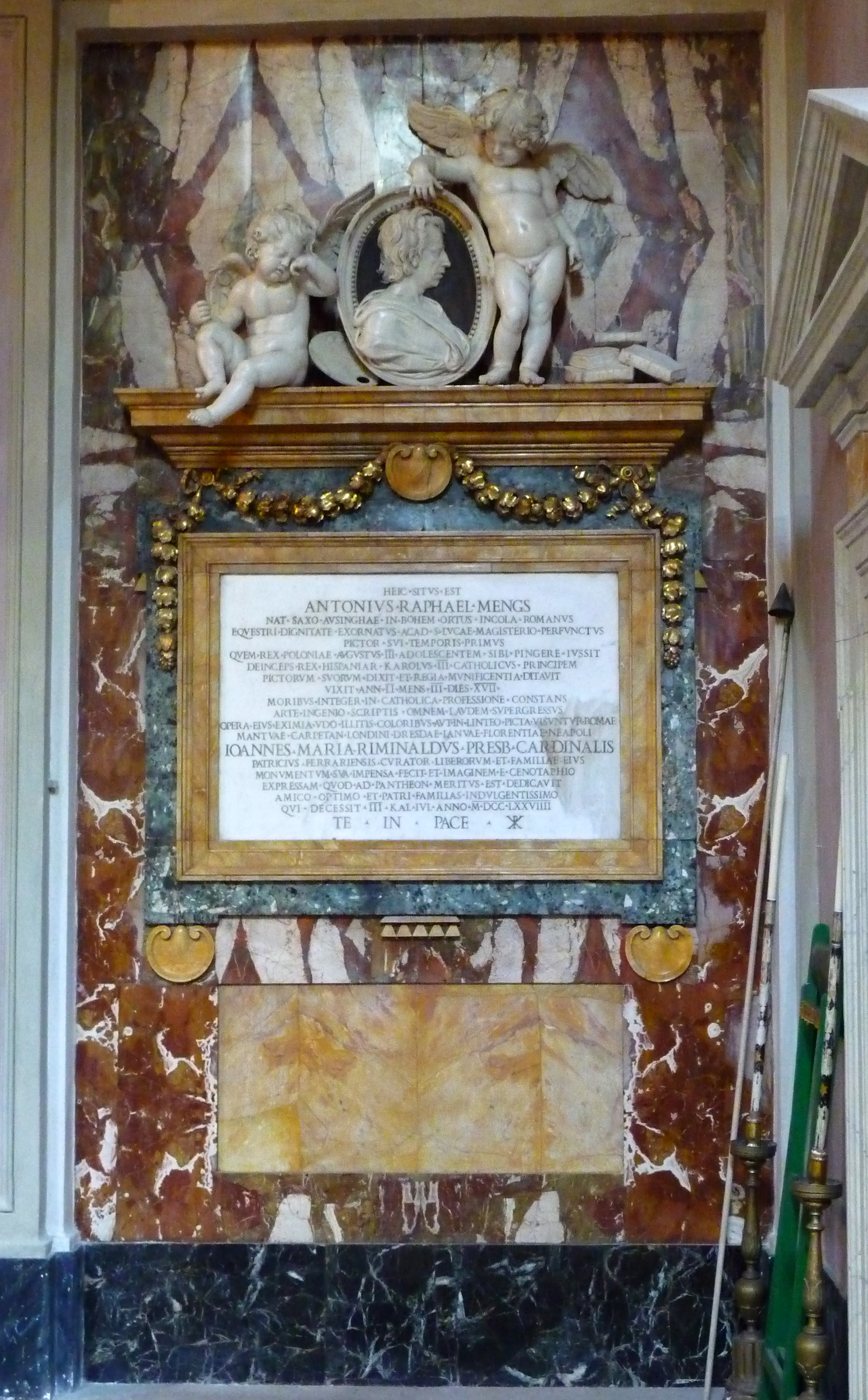
Tomba di Anton Raphael Mengs
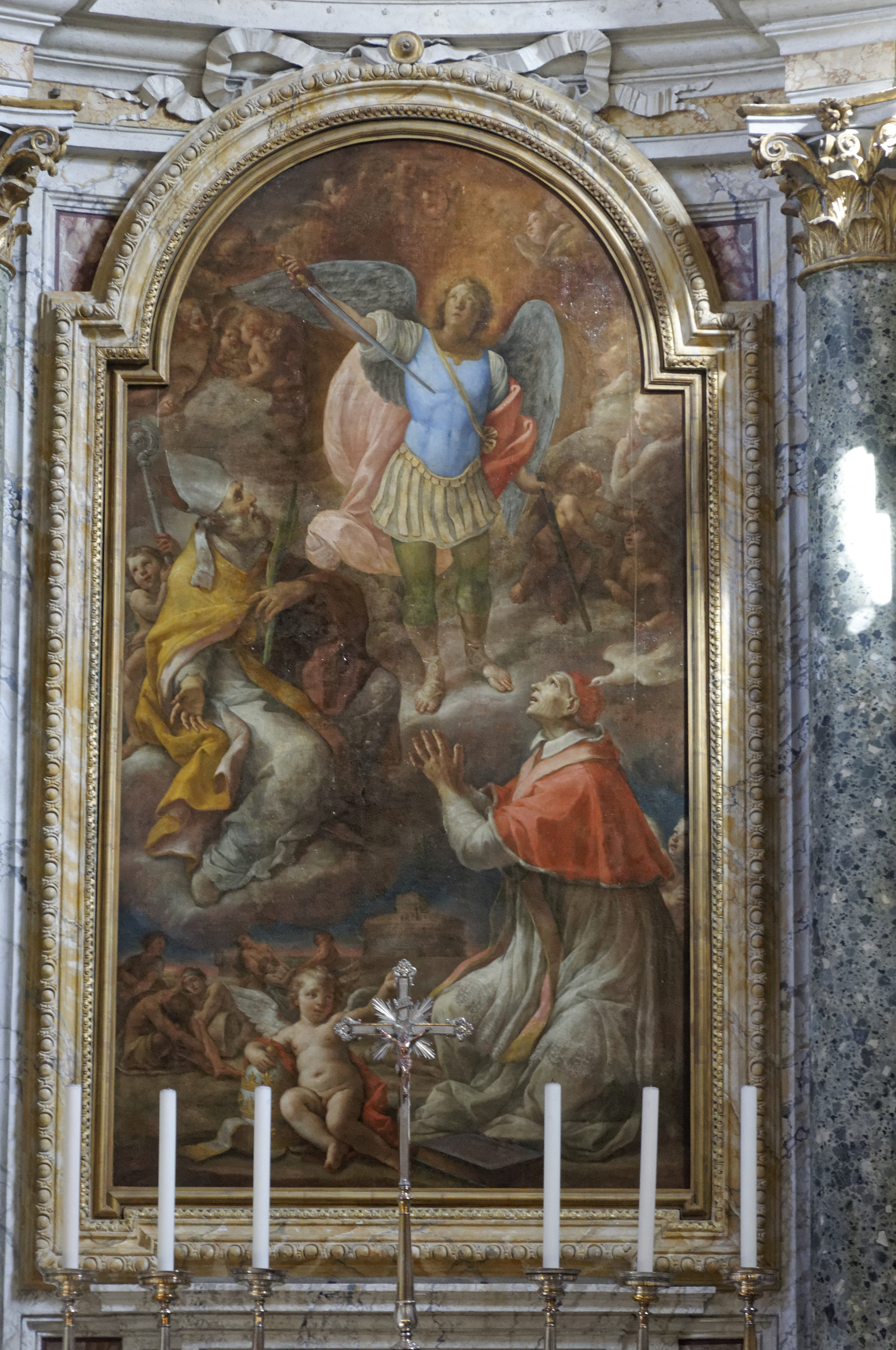
Niccolò Ricciolini, Santi Michele, Magno e Gregorio I (1756)
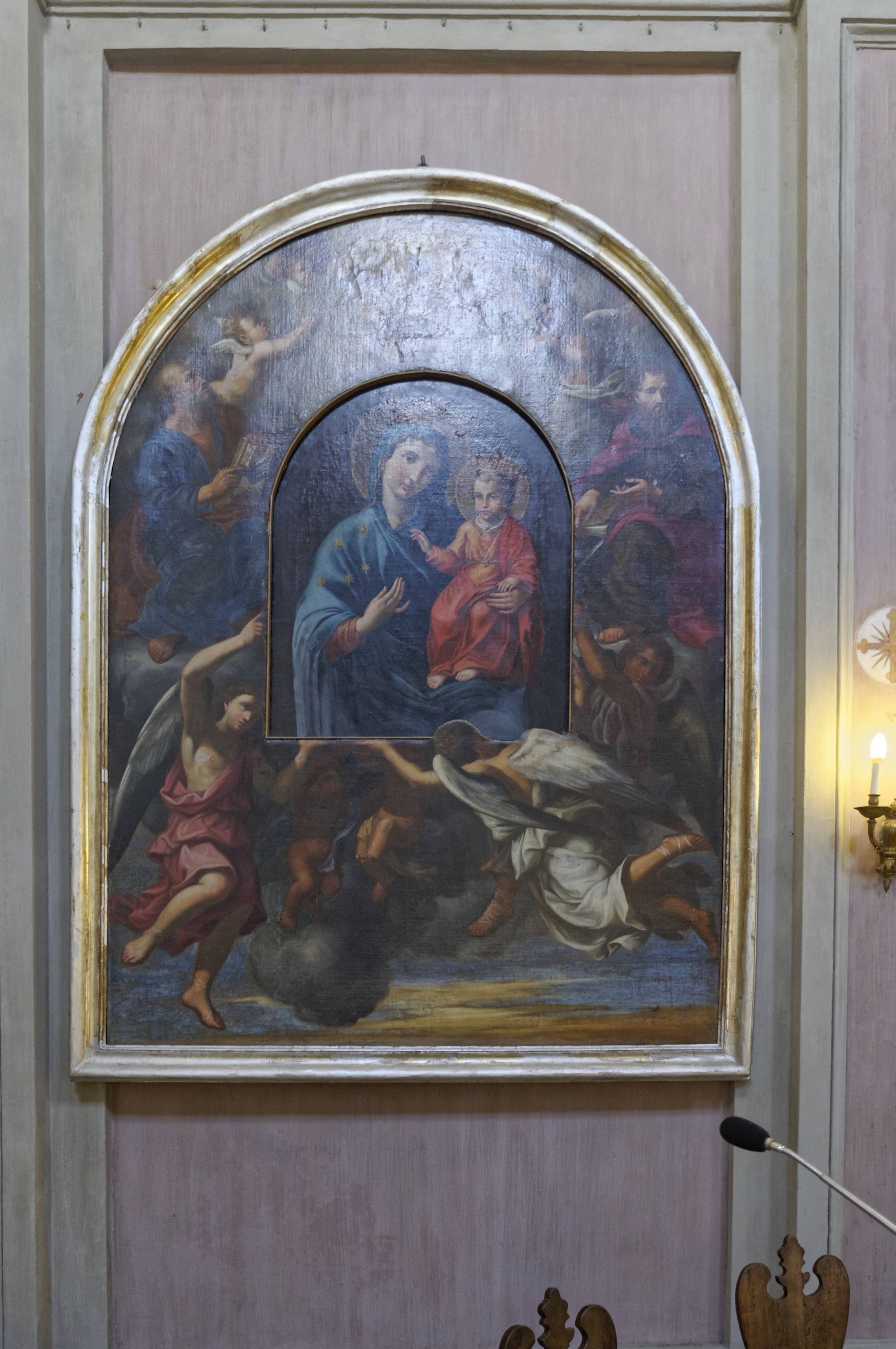
Madonna col Bambino tra i santi Pietro e Paolo e Angeli
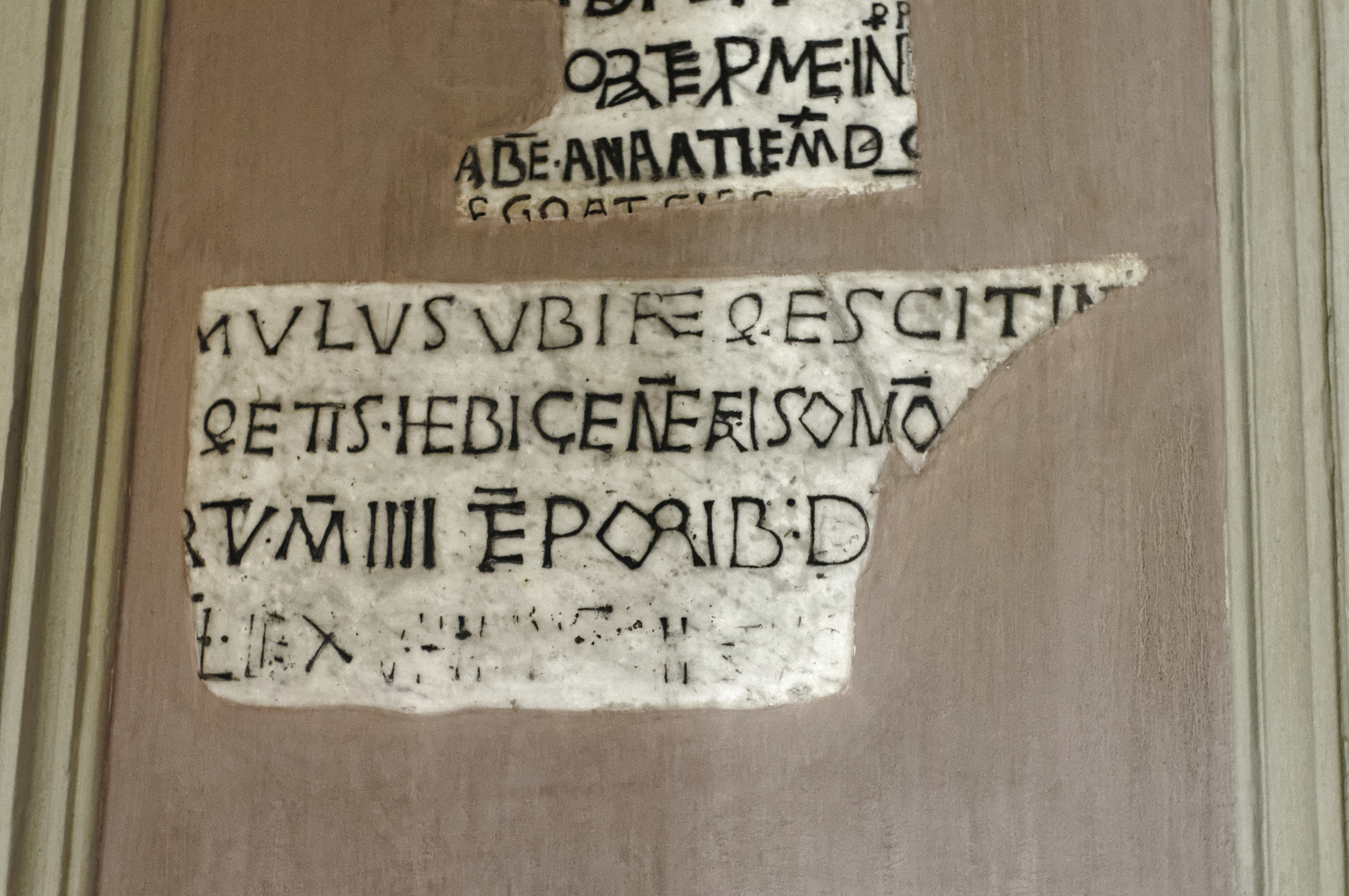
Lapide funeraria del cavaliere Hebi
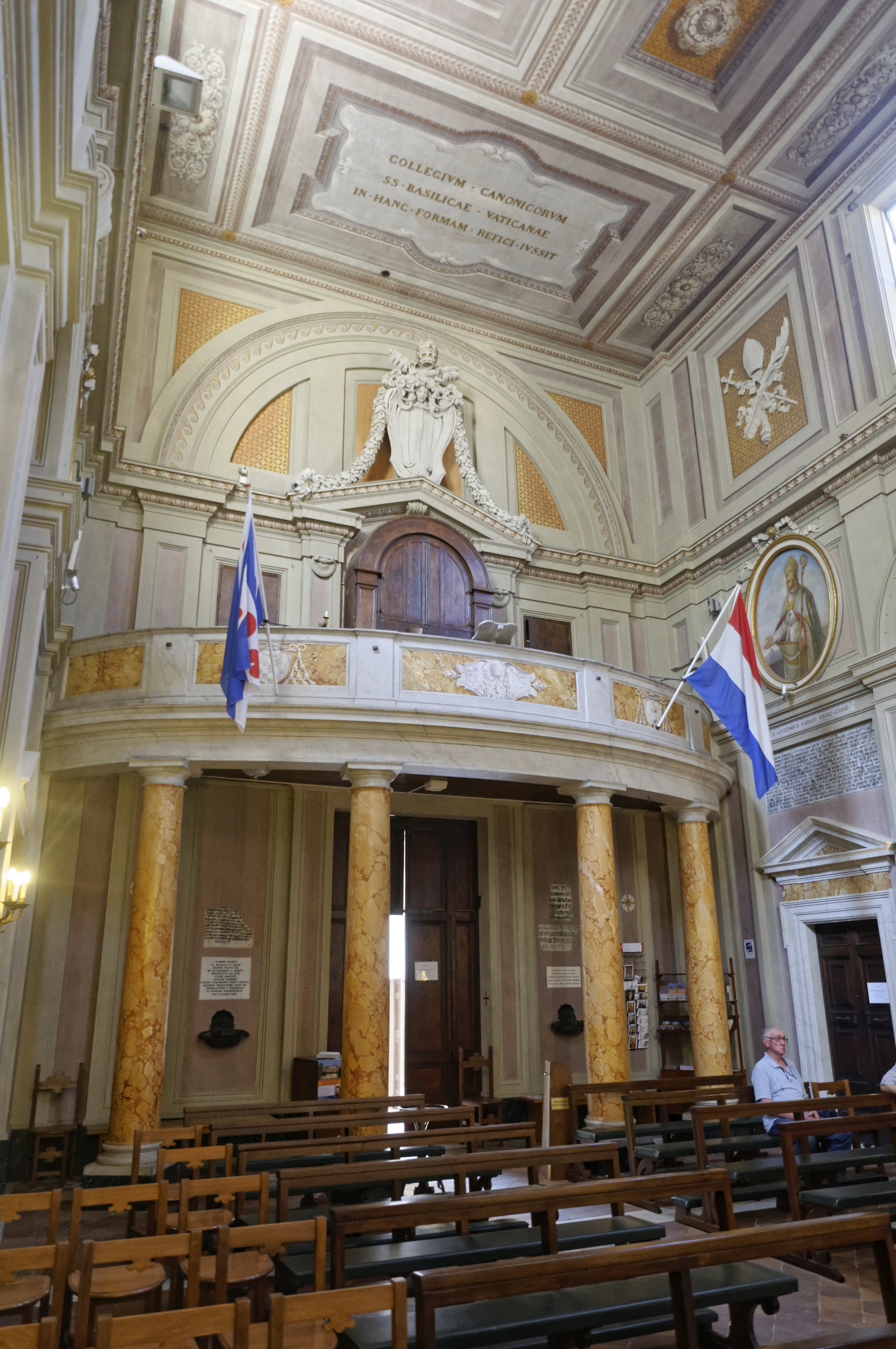
Cantoria e organo maggiore
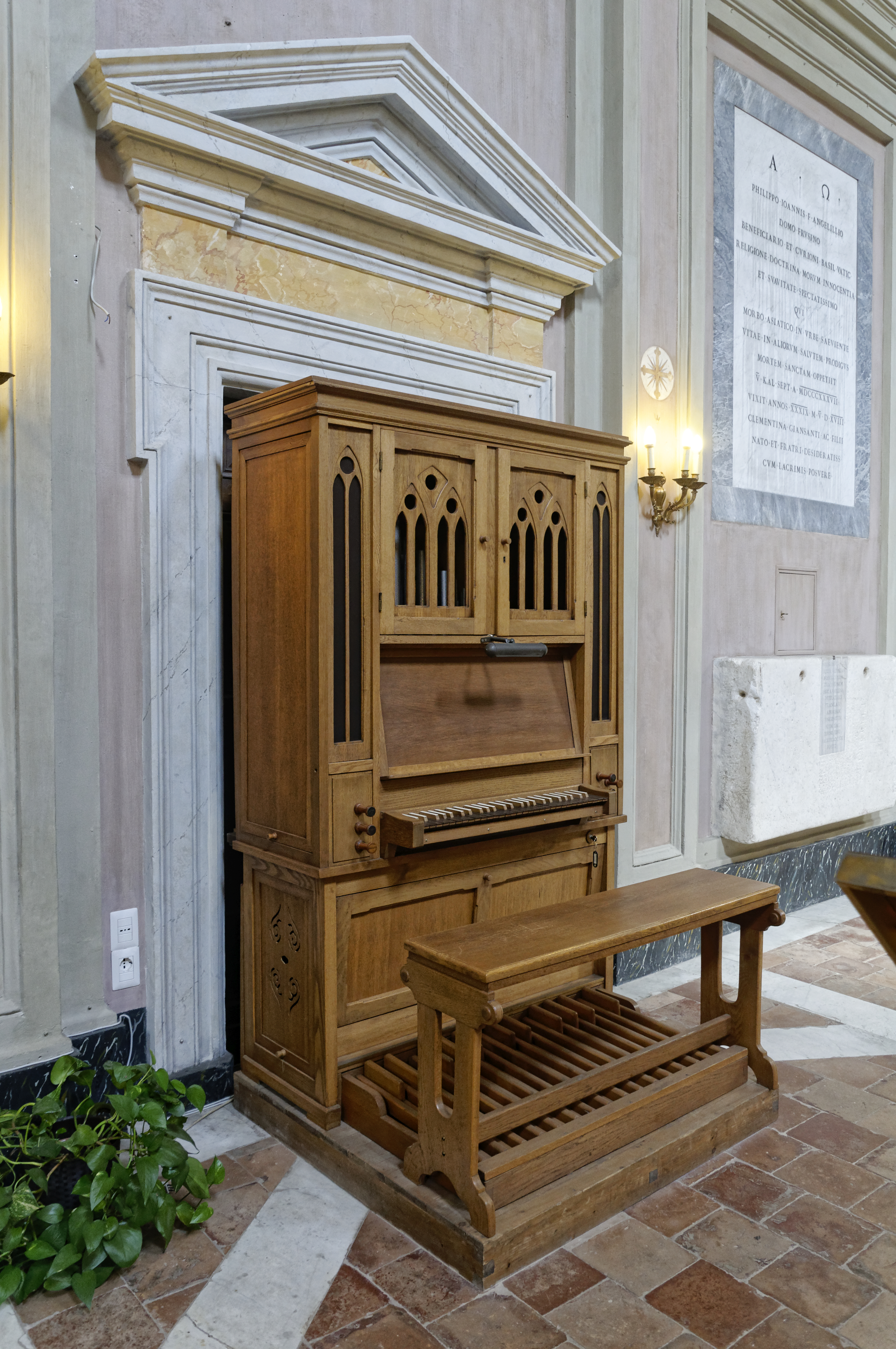
Organo del coro